# Wesley Verhoek
Wesley Verhoek (* 25. September 1986 in Leidschendam) ist ein niederländischer ehemaliger Fußballspieler.

## Karriere
In der Saison 2011/12 stand er bei ADO Den Haag unter Vertrag, für den er zwischen 2004 und Winter 2012 in der Eredivisie spielte. Ab August 2011 stand der Stürmer, der auf der linken wie rechten Außenposition eingesetzt werden kann, gemeinsam mit seinem jüngeren Bruder John im Angriff der Haager – nachdem er ein Angebot von Nottingham Forest abgelehnt hatte, um in seiner Heimat zu bleiben.
Im Winter 2012 wechselte er zum FC Twente Enschede, und knapp ein halbes Jahr später wurde er mit Jerson Cabral von Feyenoord Rotterdam ausgetauscht. Verhoek spielte für die Rotterdamer, bis er für die zweite Saisonhälfte 2014/15 an die Go Ahead Eagles ausgeliehen wurde. Im Juni 2015 lösten Verhoek und Feyenoord ihren Vertrag vorzeitig auf. Im September 2015 schloss er sich dem FC Pune City an, um in der Indian Super League zu spielen.
Nach Ablauf des Vertrages pausierte Verhoek, um dann ab Juli 2017 noch ein Jahr für DHC Delft aufzulaufen.

## Sonstiges
Wesley Verhoek ist der ältere Bruder von John Verhoek. In der Saison 2011/12 gehörten beide zum Kader des niederländischen Klubs ADO Den Haag und spielten somit zusammen in der Eredivisie.